# Giacomo Guido Ottonello

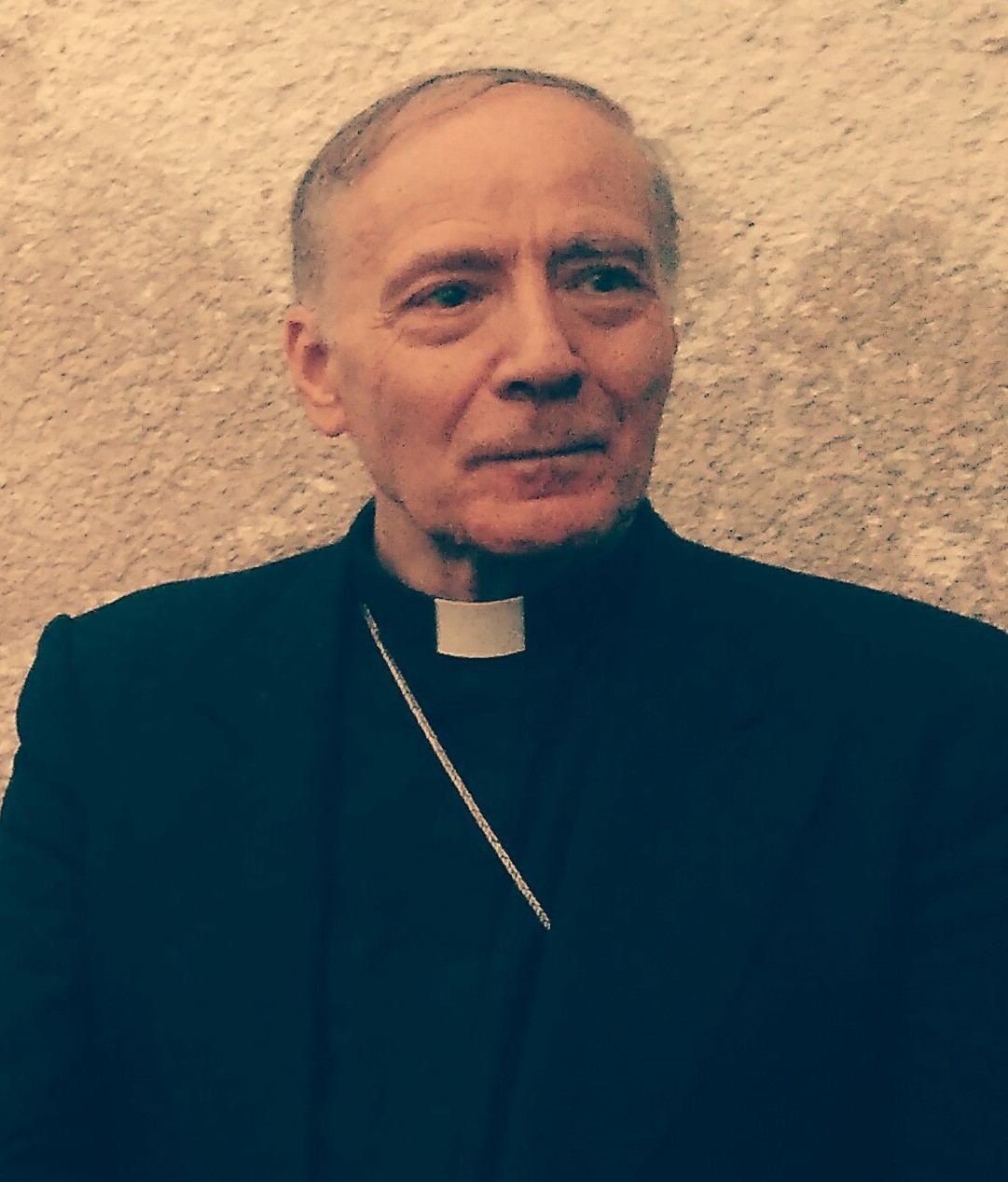
Giacomo Guido Ottonello

Giacomo Guido Ottonello (* 29. August 1946 in Masone, Provinz Genua, Italien) ist ein italienischer Geistlicher, emeritierter römisch-katholischer Erzbischof und Diplomat des Heiligen Stuhls.

## Leben
Giacomo Guido Ottonello empfing am 29. Juni 1971 das Sakrament der Priesterweihe für das Bistum Acqui. Er wurde an der Lateranuniversität im Fach Katholische Theologie promoviert.
Am 25. März 1980 trat Giacomo Guido Ottonello in den diplomatischen Dienst des Heiligen Stuhls ein. Er war in den Apostolischen Nuntiaturen in Pakistan, El Salvador, Frankreich, Spanien, Polen und im Libanon tätig.
Am 29. November 1999 ernannte ihn Papst Johannes Paul II. zum Titularerzbischof von Sasabe und bestellte ihn zum Apostolischen Nuntius in Panama. Die Bischofsweihe spendete ihm der Papst persönlich am 6. Januar 2000 im Petersdom; Mitkonsekratoren waren der Offizial im Staatssekretariat, Kurienerzbischof Giovanni Battista Re, und der Sekretär der Kongregation für die Evangelisierung der Völker, Kurienerzbischof Marcello Zago OMI. Am 26. Februar 2005 bestellte ihn Papst Johannes Paul II. zum Apostolischen Nuntius in Ecuador.
Papst Franziskus ernannte ihn am 1. April 2017 zum Apostolischen Nuntius in der Slowakei.
Am 31. Oktober 2021 nahm Papst Franziskus seinen altersbedingten Rücktritt an.